# Chenopodium giganteum
Chenopodium giganteum là loài thực vật có hoa thuộc họ Dền. Loài này được D.Don mô tả khoa học đầu tiên năm 1825.